# Invasión alemana de Luxemburgo
La invasión alemana de Luxemburgo fue parte de la operación Plan Amarillo (en alemán: Fall Gelb), la invasión alemana de los Países Bajos, Bélgica y Francia durante la Segunda Guerra Mundial. La batalla comenzó el 10 de mayo de 1940 y duró únicamente un día. Con sólo una ligera resistencia, las tropas alemanas ocuparon rápidamente Luxemburgo. El gobierno luxemburgués y la gran duquesa Carlota lograron escapar del país y formaron un gobierno en el exilio en Londres.

## Antecedentes
El 1 de septiembre de 1939, Alemania invadió Polonia, iniciando así la Segunda Guerra Mundial. Esto puso al gobierno del Gran Ducado de Luxemburgo en una situación delicada. Por un lado, las simpatías de la población estaban con el Reino Unido y Francia; por otro lado, debido a la política de neutralidad del país desde el Tratado de Londres de 1867, el gobierno adoptó una postura cuidadosa y no beligerante hacia sus vecinos. De acuerdo con las restricciones del tratado, la única fuerza militar que podía mantener Luxemburgo fue su pequeño Cuerpo de Voluntarios al mando del capitán Aloyse Jacoby, reforzado por la Gendarmería Gran Ducal al mando del capitán Maurice Stein. Juntos formaron el Corps des Gendarmes et Volontaires bajo el mando del Major-Commandant Émile Speller.
Al mediodía del 1 de septiembre, Radio Luxemburgo anunció que, para que el país permaneciera inequívocamente neutral, dejaría de transmitir. Las excepciones fueron un mensaje diario de apenas veinte minutos de duración al mediodía y por la noche reservado para anuncios del gobierno. Durante el resto del mes, el gobierno entregó transcripciones completas de sus transmisiones a las legaciones extranjeras en el país. Más tarde, ese mismo día, varias estaciones alemanas se hicieron pasar por Radio Luxemburgo al transmitir en la longitud de onda luxemburguesa, haciendo, en opinión del Encargado de Negocios de Estados Unidos, George Platt Waller, «anuncios sumamente innecesarios». En la noche del 21 de septiembre, el gobierno del Gran Ducado suspendió todas las transmisiones a la espera de la resolución de la guerra.
El 14 de septiembre, el cuerpo de voluntarios se vio reforzado por la incorporación de una unidad auxiliar de 125 efectivos. Las maniobras militares alemanas y el tráfico fluvial ponían cada vez más nerviosa a la población, por lo que en la primavera de 1940 se erigieron fortificaciones a lo largo de las fronteras con Alemania y Francia. La llamada Línea Schuster, que lleva el nombre de su constructor principal, constaba de cuarenta y un juegos de bloques de hormigón y puertas de hierro; dieciocho barricadas en la frontera con Alemania y cinco barricadas en la frontera con Francia. Dado que el Corps des Gendarmes et Volontaires no tenía una unidad pionera, la construcción recayó en ingenieros civiles, mientras que se buscó el asesoramiento técnico de los franceses, que se interesaron mucho en el establecimiento de la línea. Se establecieron una serie de nueve puestos de radio a lo largo de la frontera alemana, cada uno con gendarmes, con un receptor de radio central en la oficina oficial del Capitán Stein cerca del cuartel de voluntarios de Saint-Esprit en la capital.
El 4 de enero de 1940, el Gabinete se reunió bajo la presidencia de la gran duquesa Carlota y describió los pasos a seguir en caso de una invasión alemana. Carlota decidió que, de ser posible, ella y el gobierno huirían al extranjero en caso de un ataque para defender la soberanía del país. Durante la Primera Guerra Mundial su hermana mayor, la entonces gran duquesa María Adelaida, había elegido quedarse durante la ocupación alemana del país, lo que provocó un grave desprestigio a la monarquía; Carlota quería evitar esos problemas. El gobierno trasladó algunas de las reservas de oro del país a Bélgica y comenzó a acumular fondos en sus legaciones de Bruselas y París en caso de que se viera obligado a huir debido al ataque alemán. La legación de París también recibió un sobre sellado que detallaba una solicitud formal de asistencia militar del gobierno francés en caso de que las comunicaciones desde el continente se cortaran en una invasión.
Después de varias falsas alarmas en la primavera de 1940, aumentó la probabilidad de un conflicto militar entre Alemania y Francia. Alemania detuvo la exportación de coque para la industria siderúrgica luxemburguesa. Agentes de la Abwehr bajo el mando de Oskar Reile se infiltraron en el país haciéndose pasar por turistas. Esto fue observado por el capitán Fernand Archen, un alto oficial de inteligencia francés encubierto en la ciudad de Luxemburgo, haciéndose pasar por un comerciante de vinos. Informó de sus hallazgos a sus superiores en Longwy el 7 de mayo, entendiendo que los agentes se utilizarían para tomar puentes clave sobre los ríos Sauer, Moselle y Our. Las autoridades de Luxemburgo también se dieron cuenta y el capitán Stein trabajó para detener las actividades de los alemanes. El 3 de marzo, se ordenó al Tercer Ejército francés que ocupara Luxemburgo en caso de un ataque alemán.

## Preludio

Mapa de la Línea Schuster, compuesta por varias barreras viales de hormigón y acero, construida en 1940 para retrasar la invasión de Luxemburgo.

En la tarde del 8 de mayo, el Gobierno del Gran Ducado ordenó por primera vez que todas las puertas de la Línea Schuster se cerraran a las 11:00h y permanecieran así independientemente de las circunstancias hasta las 06:00h de la mañana siguiente. A lo largo del día, las autoridades luxemburguesas presenciaron mucha menos actividad en el otro lado de la frontera y no informaron de movimientos de tanques o ametralladoras.
La tarde del 9 de mayo, un oficial de inteligencia francés estacionado en Clervaux fue testigo de cómo las tropas alemanas preparaban puentes de pontones en el Sûre. Intentó en vano ponerse en contacto con el capitán Archen y recurrió a hacer una llamada telefónica directa a sus superiores en Longwy. También ese día, un ciudadano alemán que trabajaba en Luxemburgo como jardinero y miembro de la quinta columna alemana advirtió a su empleador luxemburgués, Carlo Tuck, que la invasión era inminente. Tuck pasó la advertencia a los funcionarios del gobierno. A última hora de la noche, el gobierno del Gran Ducado obtuvo un documento de un comando divisional alemán. Con fecha 23 de abril de 1940, el cual detallaba las órdenes del jefe del Estado Mayor de la división a varias unidades para ocupar puntos estratégicos dentro del país.
El gobierno puso en alerta máxima todos los puestos fronterizos y las estaciones de la Gendarmería. En la ciudad de Luxemburgo, los gendarmes se movilizaron para defender los edificios públicos y enviaron patrullas de vehículos para arrestar a los quintos columnistas. El consejero económico y el canciller de la legación alemana fueron detenidos para interrogarlos sobre las denuncias de que habían utilizado coches de la legación para organizar actividades subversivas dentro del país. Como aún no se había producido una invasión, todavía disfrutaban de privilegios diplomáticos y la policía se vio obligada a liberarlos. Un grupo de quinta columnistas fue detenido mientras intentaba llegar a la legación. Mientras tanto, el capitán Archen había recibido el informe de su subordinado, pero en ese momento, informantes de la Gendarmería le habían dicho que se habían intercambiado disparos con agentes alemanes en una granja remota cerca del Mosela. A las 11:45 del 9 de mayo, llamó por radio a Longwy: «Informes de importantes movimientos de tropas alemanas en la frontera germano-luxemburguesa». A lo largo de la noche, sus mensajes se volvieron cada vez más frenéticos. Dos funcionarios de aduanas luxemburgueses en Wormeldange escucharon caballos y soldados al otro lado del Mosela, pero no pudieron distinguir las actividades de los alemanes debido a la densa niebla.

Alrededor de la medianoche, el capitán Stein, el ministro de Justicia Victor Bodson y el comisionado de Policía Joseph Michel Weis celebraron una reunión de emergencia. Bodson solicitó que la capital fuera reforzada por gendarmes del sur y le dijo a Weis que enviara esta información al comisionado del distrito de la capital para dar las órdenes necesarias. Más tarde, Weis intentó comunicarse con el comisionado de distrito por teléfono, pero no pudo comunicarse con él; los refuerzos nunca llegaron. Poco tiempo después, se ordenó a los gendarmes de Diekirch que patrullaran el puente ferroviario local y tuvieran cuidado con personas desconocidas. Las autoridades luxemburguesas recibieron los primeros informes de intercambio de disparos alrededor de las 02:00h del 10 de mayo, cuando dos gendarmes fueron emboscados cerca de la frontera alemana por agentes vestidos de civil.

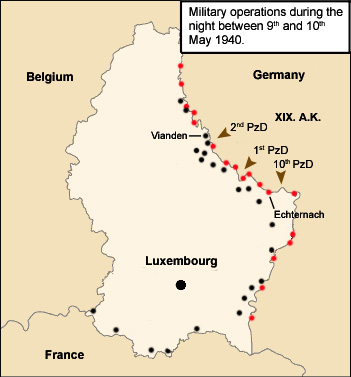
Invasión de la Wehrmacht de Luxemburgo en la noche del 9 al 10 de mayo de 1940.

 Los alemanes se retiraron al molino de Fels cerca de Grevenmacher y alrededor de veinte soldados que se ofrecieron como voluntarios fueron enviados para arrestarlos. Luego, el gobierno ordenó que se cerraran todas las puertas de acero a lo largo de la frontera. A las 02:15h, los soldados apostados en Bous fueron atacados por alemanes vestidos de civil. Un soldado resultó gravemente herido, al igual que un alemán que fue detenido. Poco después, un teniente de gendarmería y su chófer fueron emboscados e intercambiaron disparos con ciclistas de habla alemana; Nadie resultó herido. Los quintas columnistas alemanes cortaron con éxito los cables telefónicos entre la capital y los puestos fronterizos, lo que obligó a los gendarmes a comunicarse por radio de onda corta. Los agentes alemanes tomaron gradualmente las estaciones de radio; el último poste en caer, en Wasserbillig, transmitió hasta que los alemanes irrumpieron en el quirófano.
Se ordenó el cierre de las puertas de acero de la Línea Schuster el 10 de mayo de 1940 a las 03:15h, tras los informes del movimiento de las tropas alemanas en el lado este de los ríos fronterizos Our, Sauer y Moselle. A las 03:30h las autoridades luxemburguesas liberaron a los pilotos franceses internados y a los desertores alemanes. La Familia Real fue evacuada de su residencia en Colmar-Berg al Palacio Gran Ducal en la ciudad de Luxemburgo. Unos 30 minutos después, al amanecer, se avistaron aviones alemanes sobrevolando la ciudad de Luxemburgo en dirección a Bélgica.

## Invasión

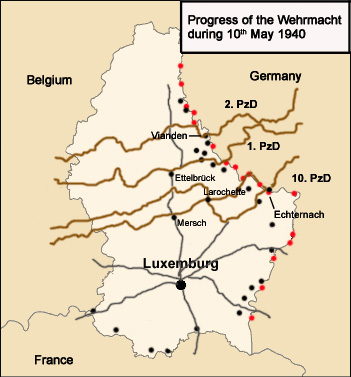
Mapa que muestra las rutas de invasión alemana a Luxemburgo

La invasión alemana comenzó el 10 de mayo de 1940 a las 04:00h cuando las 1.º, 2.º y 10.º divisiones panzer, integrados en el XIX Cuerpo de Ejército Motorizado al mando del generaloberst Heinz Guderian, cruzaron la frontera en Wallendorf-Pont, Vianden y Echternach respectivamente. Se utilizaron rampas de madera para cruzar las fosas antitanque de la línea Schuster. hubo un ligero intercambió de disparos, pero los alemanes no encontraron ninguna resistencia significativa a excepción de algunos puentes destruidos y algunas minas terrestres, ya que la mayoría del Cuerpo de Voluntarios de Luxemburgo permaneció en sus cuarteles. La frontera estaba defendida solo por soldados que se habían ofrecido como voluntarios para el servicio de guardia y gendarmes. Un puñado de alemanes aseguraron el puente en Wormeldange y capturaron a los dos oficiales de aduanas que allí se encontraban y que habían exigido que se detuvieran pero se abstuvieron de abrir fuego. El puente parcialmente demolido sobre el Sauer en Echternach fue rápidamente reparado por ingenieros del regimiento Großdeutschland, permitiendo así el paso de la 10.ª División Panzer. Los aviones sobrevolaron, en dirección a Bélgica y Francia, aunque algunos se detuvieron y desembarcaron tropas dentro del país.
El capitán Archen alertó repetidamente a sus superiores en Longwy de la invasión, pero sus informes nunca llegaron al 3.er Ejército en Metz. El general Charles Condé, el comandante del ejército, no tenía clara la situación y a las 05:30h envió varias unidades de reconocimiento aéreo para investigar. A las 06:00h, se ordenó a la 3.ª División de Caballería Ligera francesa que interviniera.
Los mensajes telefónicos y de radio de los puestos fronterizos con la sede de la Gendarmería y el Cuerpo de Voluntarios informaron al gobierno luxemburgués y al tribunal del Gran Ducado de la invasión. El canciller Joseph Bech, en presencia del primer ministro Pierre Dupong, intentó contactar con el embajador alemán en la legación y en su residencia privada, pero se les informó que no estaba presente en ninguna de las dos. A las 06:30h, la mayoría del gobierno, incluidos Dupong y Bech, evacuaron la capital en una caravana hacia la ciudad fronteriza de Esch. Bodson se quedó en el cuartel de Saint-Esprit para intentar controlar la situación. En Esch, un grupo de 125 tropas de operaciones especiales alemanas había aterrizado junto a Fieseler Storch, con órdenes de mantener el área hasta que llegara la fuerza de invasión principal. Un gendarme se enfrentó a los soldados y les pidió que se fueran, pero fue hecho prisionero. La caravana del gobierno encontró una barricada en una encrucijada atendida por unidades alemanas y se vio obligada a desviarse campo a través para evitar ser capturados. El embajador francés Jean Tripier siguió al grupo del gobierno, pero los alemanes lo detuvieron y lo obligaron a regresar a la capital. El embajador belga Kervyn de Meerendré también fue detenido por soldados alemanes en la frontera y se le ordenó regresar, al igual que el ministro de Educación de Luxemburgo, Nicolas Margue, que había intentado escapar en taxi. Más tarde, Bodson huyó de la capital y, puesto que se había aprendido de memoria muchas de las carreteras secundarias, pudo evitar los bloqueos de carreteras alemanes y dirigirse a Francia.

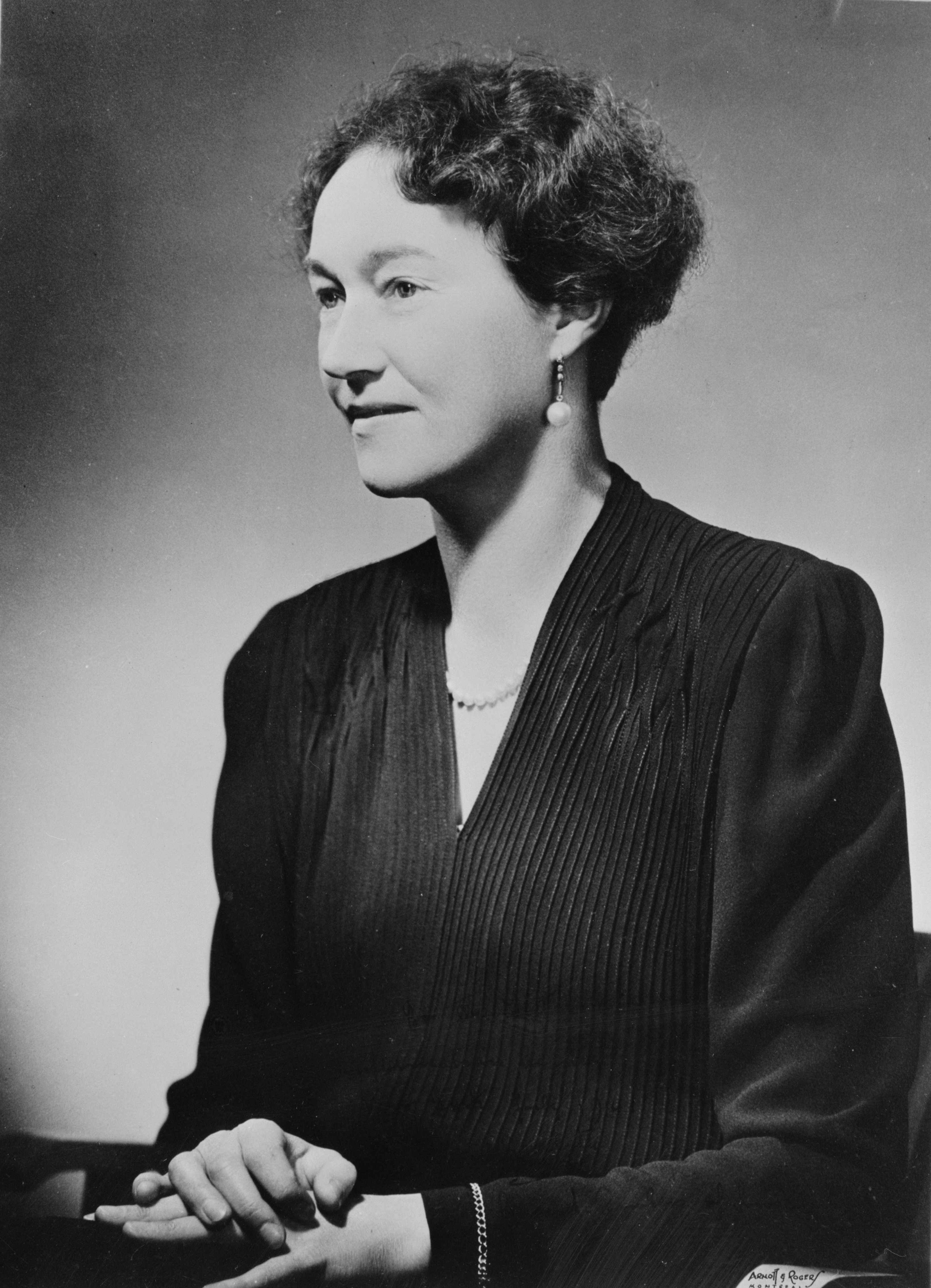
Carlota, Gran Duquesa de Luxemburgo, fotografiada en 1942, huyó a Francia con el gobierno de Luxemburgo.

Tras consultar con sus ministros, la gran duquesa Carlota decidió abandonar el palacio. Acompañada por su esposo, Félix de Borbón-Parma, su madre, la gran duquesa viuda Marie Anna de Braganza, y miembros de la suite Gran Ducal, partió hacia la aldea fronteriza de Rédange. Después de una breve parada, el grupo cruzó la frontera a las 07:45h. Mientras tanto, el gran duque heredero Juan y dos de sus hermanas, acompañados por un ayudante de campo, Guillaume Konsbruck, esperaban en la frontera la confirmación de la ocupación. Alrededor de las 08:00h, el primer ministro y su séquito cruzaron la frontera antes de entrar en contacto con las tropas francesas en Longlaville. Las llamadas telefónicas de última hora con la ciudad de Luxemburgo revelaron que la capital estaba completamente rodeada .
El grupo de Charlotte pudo unirse a la caravana del gobierno en Longwy. Mientras tanto, el coche de Jean fue ametrallado por un avión alemán mientras estaba detenido en un café. Cerca de Esch, el grupo fue retrasado por un control de carretera alemán, y escaparon cuando su chofer pasó directamente entre los soldados. El grupo finalmente se unió a Charlotte y al gobierno del Gran Ducado en Sainte-Menehould.
A las 08:00h, elementos de la 3.ª División de Caballería Ligera francesa al mando del general Petiet, apoyados por la 1.ª Brigada Spahi al mando del coronel Jouffault y la 2.ª compañía del 5.º Batallón Blindado, cruzaron la frontera sur para realizar una investigación de las fuerzas alemanas; estas unidades se retiraron más tarde detrás de la Línea Maginot. Cinco Spahis fueron asesinados. El mariscal del aire británico Arthur Barratt, impaciente por la renuencia de la Fuerza Aérea francesa a realizar ataques aéreos, ordenó un vuelo de bombarderos Fairey Battle del 226.º Escuadrón de la RAF para atacar columnas de tanques alemanes. Fueron sin escolta y se encontraron con un intenso fuego antiaéreo. La mayoría fueron dañados por fuego antiaéreo, pero lograron regresar a sus bases. Uno recibió un impacto directo y se estrelló cerca de Bettendorf. Los soldados alemanes sacaron a los tres tripulantes heridos de los restos en llamas, uno de los cuales murió más tarde en un hospital local.
La Gendarmería intentó resistir a las tropas alemanas, pero con poco éxito; la ciudad capital fue ocupada antes del mediodía. La cadena de mando de la Gendarmería en el sur se vio desorganizada por la afluencia de refugiados y la llegada de tropas alemanas y francesas. La mayoría de los gendarmes escoltaron a los refugiados a través de la frontera, mientras que algunos abandonaron sus puestos y huyeron a Francia. El total de bajas en Luxemburgo ascendió a seis gendarmes y un soldado heridos, mientras que veintidós soldados (seis oficiales y dieciséis suboficiales) y 54 gendarmes fueron capturados.
En la tarde del 10 de mayo de 1940, la mayor parte del país, con excepción del sur, estaba ocupada por fuerzas alemanas. Más de 90 000 civiles huyeron del cantón de Esch-sur-Alzette como consecuencia del avance alemán. 47 000 fueron evacuados a Francia y 45 000 huyeron de la parte central y norte de Luxemburgo.

## Consecuencias
El 11 de mayo el gobierno del Gran Ducado llegó a París y se instaló en la legación luxemburguesa. Por temor a un ataque aéreo alemán y al encontrar las pequeñas instalaciones inadecuadas, el gobierno se trasladó más al sur, primero a Fontainebleau y luego a Poitiers. Más tarde se trasladó a Portugal y al Reino Unido, antes de establecerse definitivamente en Canadá donde permanecería el resto de la guerra. En el exilio, Carlota se convirtió en un símbolo importante de unidad nacional. Su hijo mayor y heredero, Jean, se ofreció como voluntario para el ejército británico en 1942. El único representante oficial que quedó fue el jefe del Ministerio de Asuntos de Estado, así como los 41 diputados.
A finales de mayo, Wehrer y varios funcionarios de alto rango establecieron una «Comisión Administrativa» provisional para gobernar Luxemburgo en lugar de la familia Gran Ducal y los demás ministros. Wehrer mantuvo el Ministerio de Asuntos del Estado y asumió la responsabilidad de Relaciones Exteriores y Justicia; Jean Metzdorf ocupó las carteras de Interior, Transporte y Obras Públicas; Joseph Carmes dirigió las finanzas, el trabajo y la salud pública; Louis Simmer supervisó la educación y Mathias Pütz dirigió la agricultura, la viticultura, el comercio y la industria.
En los días posteriores a la invasión, los oficiales luxemburgueses caminaban libremente por la capital, aunque la mayoría de los soldados regulares estaban confinados en sus cuarteles. El coronel Speller fue encarcelado brevemente por la Gestapo, aunque luego fue liberado bajo una estrecha vigilancia.